# Air Niamey
Az Air Niamey egy nigeri légitársaság, korábban charter légitársaság, amelynek székhelye Niameyben volt. A bázisa a Diori Hamani nemzetközi repülőtéren volt. Az Air Niger utódjaként jött létre, amely csak a mekkai zarándoklat és az umra ideje alatt üzemelt. A tervek szerint menetrend szerint járatokat indított volna az Air Niamey Dzsiddába hetente kétszer és belföldi járatokat Nigerben.

## Flotta
A légitársaság egy Airbus A320 típusú repülőgépet üzemeltetett 2013 június-júliusában.

## Fordítás
- Ez a szócikk részben vagy egészben  az   Air Niamey című angol Wikipédia-szócikk ezen változatának fordításán alapul.  Az eredeti cikk szerkesztőit annak laptörténete sorolja fel. Ez a jelzés csupán a megfogalmazás eredetét és a szerzői jogokat jelzi, nem szolgál a cikkben szereplő információk forrásmegjelöléseként.